# Епіктет (вазописець)
Епіктет — давньогрецький вазописець, представник стилю червонофігурного вазопису доби архаїки на зламі шостого та п'ятого століть до н. е, власне один з піонерів червонофігурного вазопису. Працював в Афінах у період приблизно з 520 до 490 років до н. е. Ім'я Епіктет перекладається як нещодавно набутий, що, на думку дослідників, стосується набутого статусу афінського громадянина, до того ж художник, як і низка інших, був рабом.
Авторству Епіктета приписується понад 100 ваз, з яких майже половина підписана іменем вазописця. Дуже часто на вазах Епіктета зустрічається зображення одиночного ефеба, здебільшого на кіліксах. Не менш часто він зображував сцени сімпосіїв та атлетів. Одна з найвідоміших ваз Епіктета зображує скіфського стрільця, нині зберігається у Британському музеї.

## Деякі кілікси

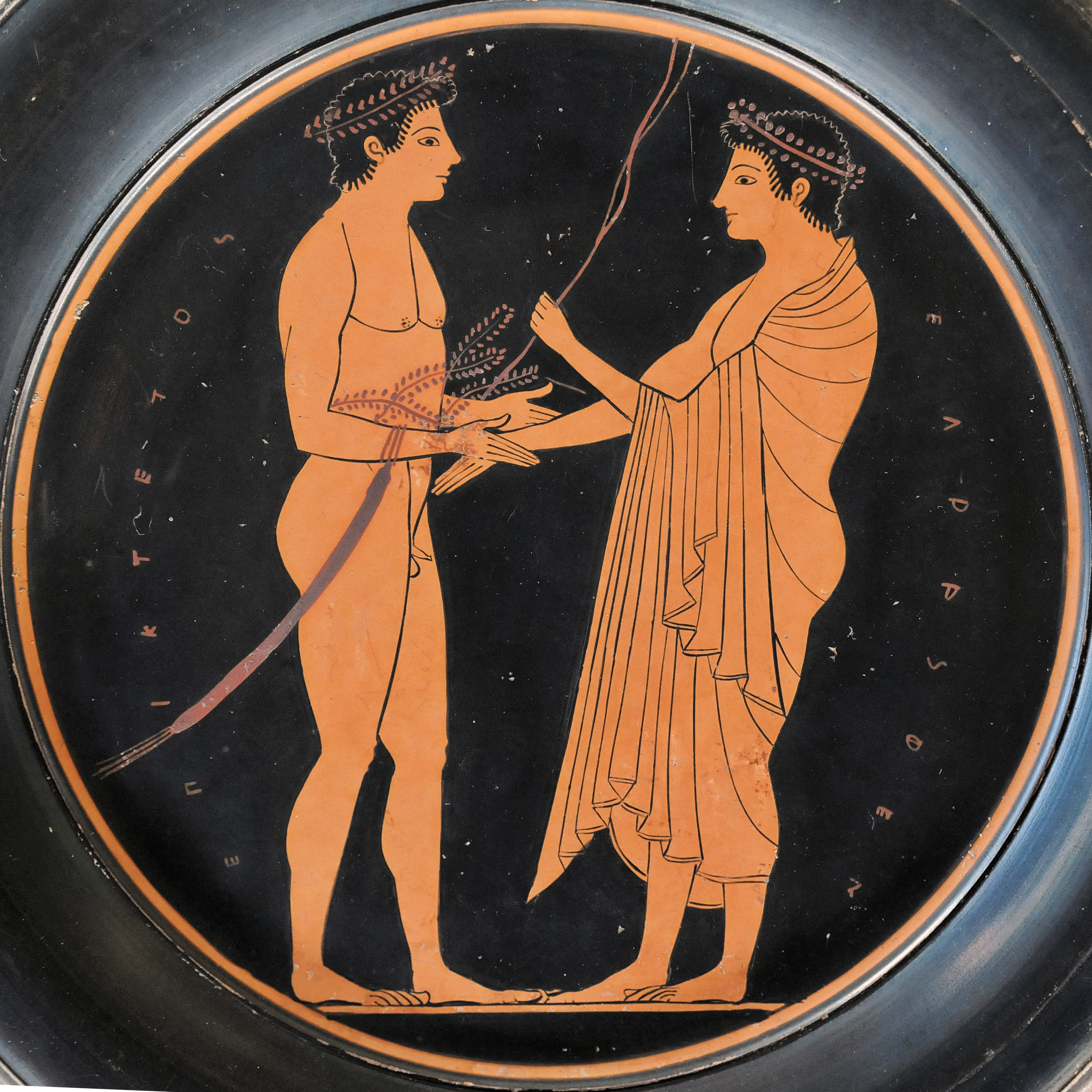
Сцена з палестри
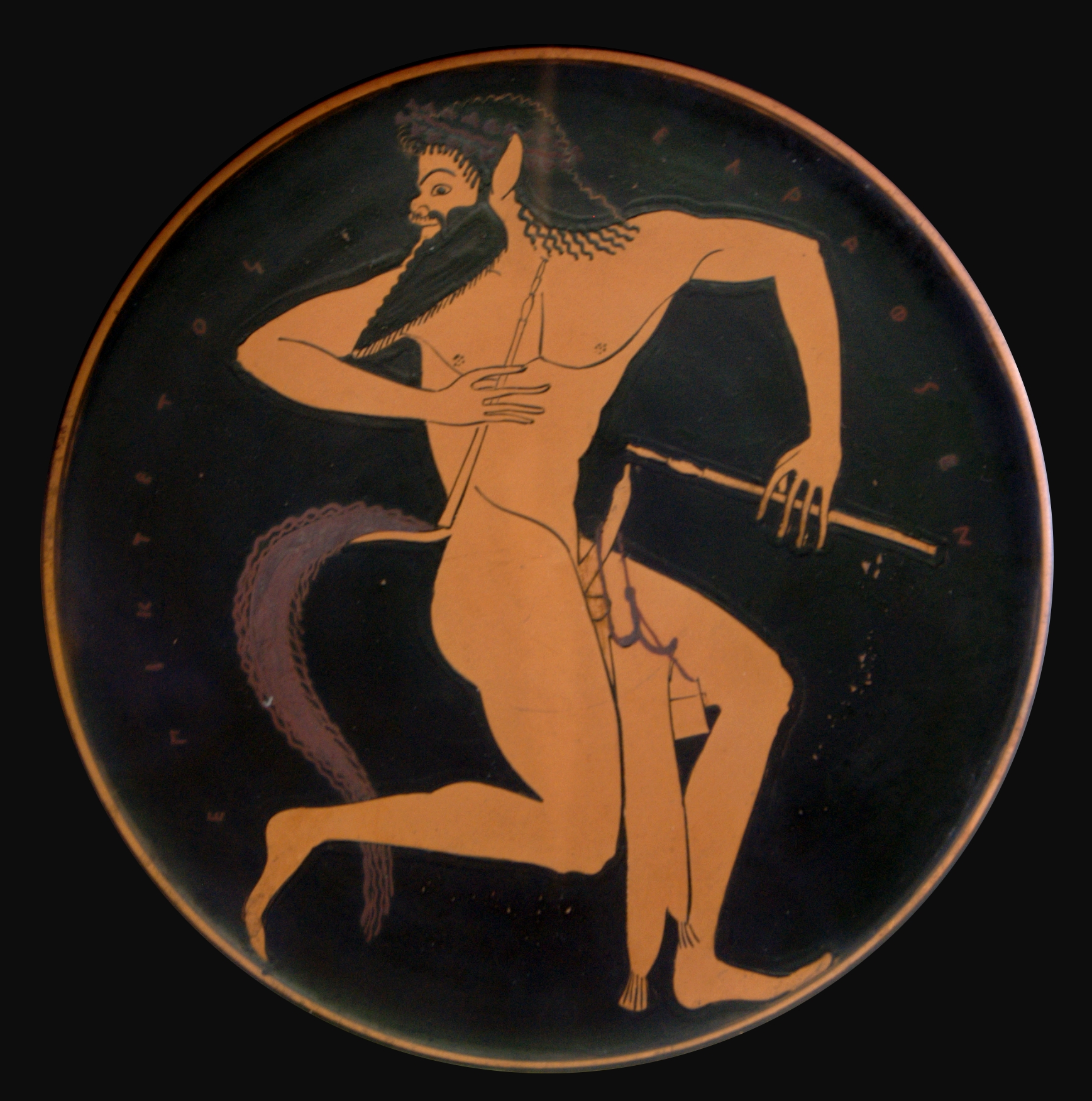
Сатир з авлосом
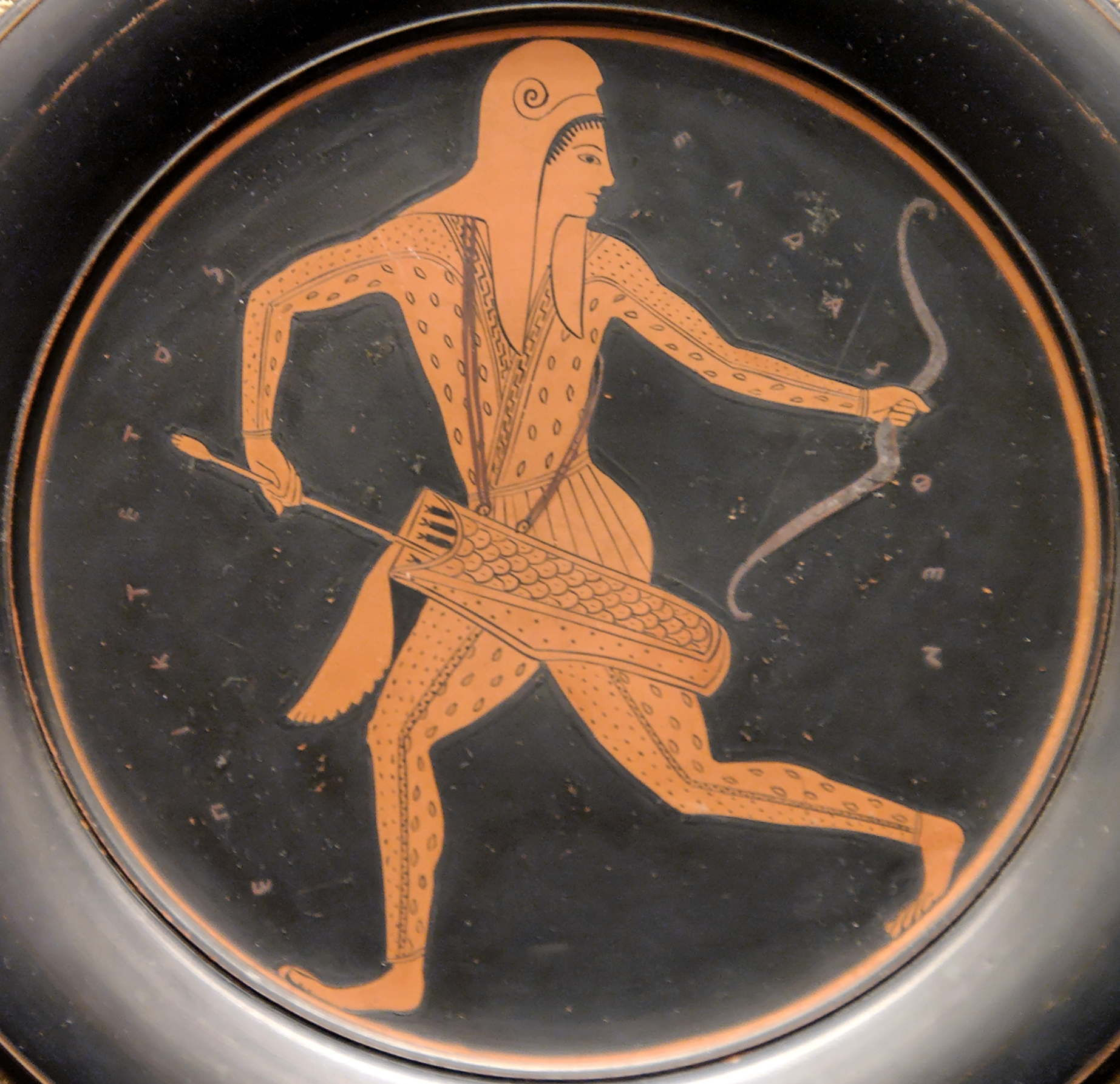
Скіфський лучник
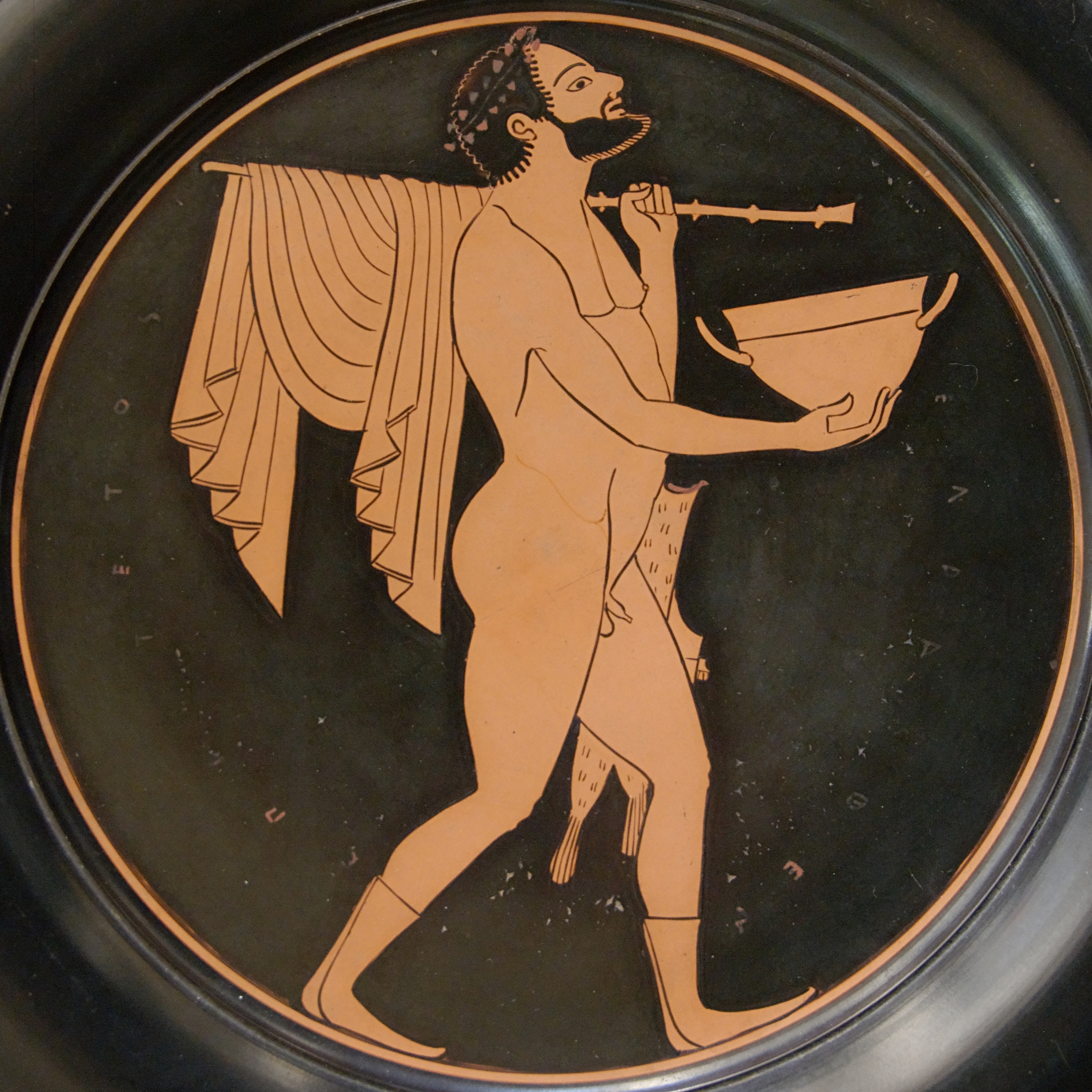
Гуляка на підпитку (комаст) зі скіфосом